# 24411 Janches
24411 Janches è un asteroide della fascia principale. Scoperto nel 2000, presenta un'orbita caratterizzata da un semiasse maggiore pari a 2,6105948 UA e da un'eccentricità di 0,1547704, inclinata di 11,25104° rispetto all'eclittica.